# Селолване, Дипси
Дипхетохо «Дипси» Селолване (англ. Diphetogo «Dipsy» Selolwane, 27 января 1978, Габороне) — ботсванский футболист, полузащитник. Выступал за сборную Ботсваны.

## Карьера
Селолване начал свою карьеру в клубе «Габороне Юнайтед». В 2000-м году он переехал в США и учился сперва в Университете штата Харрис-Стоу, а после в Сент-Луиссом университете, одновременно выступая за их студенческие футбольные команды. Затем, проведя год в датском клубе «Вейле», Селолване вернулся в США, где на Супердрафте MLS 2002 был выбран в третьем раунде под общим 36-м номером командой «Чикаго Файр». За 3 года в Чикаго, Селолване так и не стал игроком основы клуба и зимой 2005 года был обменян в «Реал Солт-Лейк» на драфт-пик, но и там не смог закрепиться в основе. После этого Селолване покинул Соединённые Штаты и вернулся в Ботсвану, где некоторое время был без команды, но через несколько месяцев он подписал контракт с южноафриканским клубом «Сантос» из Кейптауна, затем выступал за «Джомо Космос», «Аякс» из Кейптауна, «Суперспорт Юнайтед» и «Университет Претории».